# Khaganat avar
Cet article court présente un sujet plus développé dans : Avars.

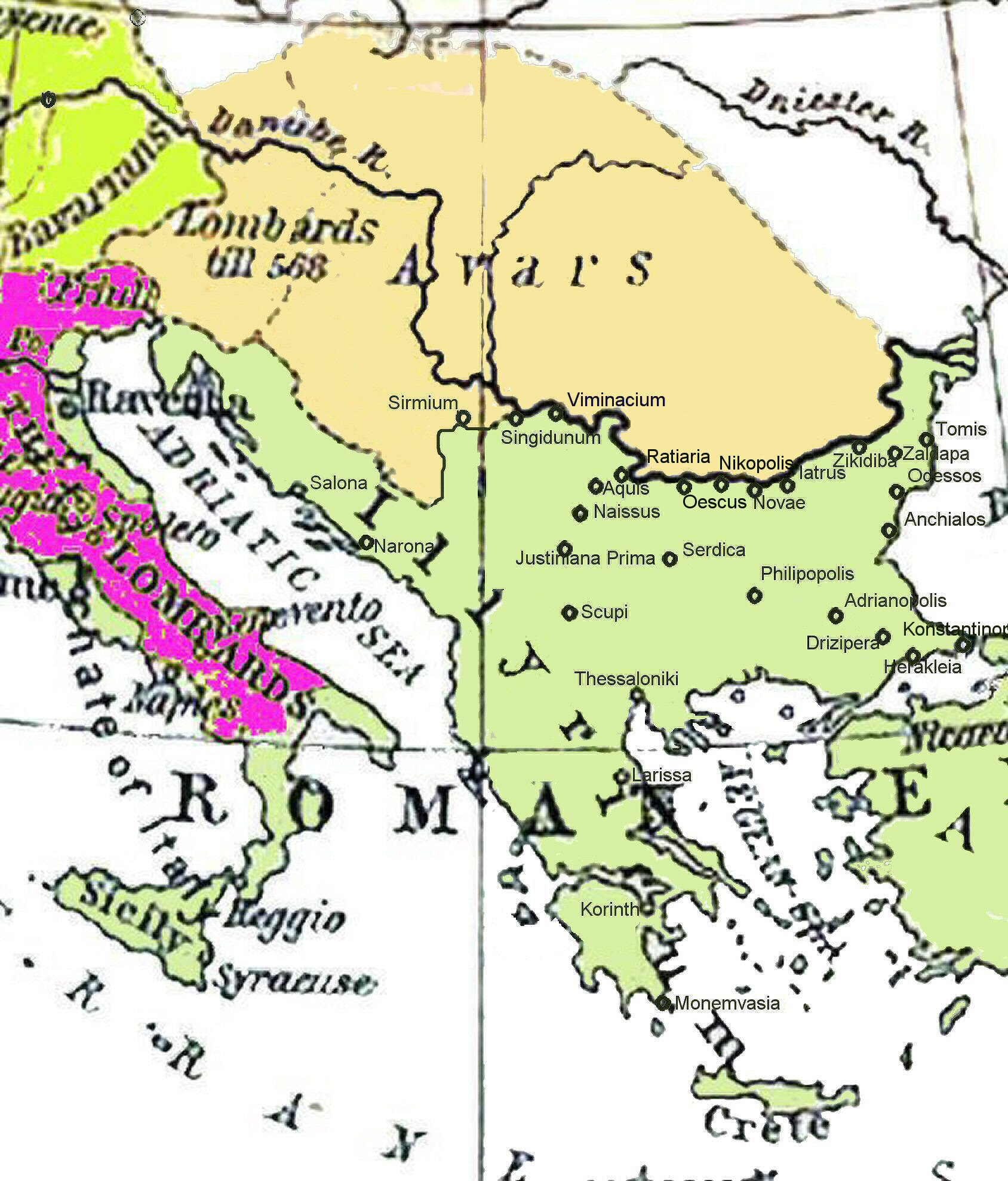
Le Khaganat avar vers 582-612.

Le Khaganat avar était un khanat d'Europe centrale créé par les Avars, confédération de peuples cavaliers nomades venus de la steppe pontique et de l'Oural, établis en 567 dans le bassin du moyen-Danube, en Pannonie et Dacie. Ces contrées comptaient alors des populations résiduelles romanisées et christianisées, pannoniennes ou bas-danubiennes, mais aussi germaniques (notamment lombardes) et surtout slaves (organisées en sklavinies) qui fournirent des troupes pour, entre autres, attaquer l'Empire byzantin et assiéger (vainement) Constantinople en 626. Les Avars étaient pour la plupart tengristes et leurs origines sont discutées : plusieurs théories proposent des composantes partiellement mongole, toungouse, finno-ougrienne, turque et alane,.
Le centre politique du khaganat était un vaste camp retranché de milliers de grandes tentes appelé « ring » qui se trouvait dans la plaine de Pannonie, mais sa zone d'influence, sur laquelle il prélevait des tributs, s'étendait à l'Ouest jusqu'aux Alpes, au Sud jusqu'à la mer Adriatique, au Nord et au Nord-Est jusqu'aux Carpates voire au-delà, et au Sud-Est jusqu'au bas-Danube, face à l'Empire byzantin. Après plusieurs défaites face aux Byzantins et aux Francs, le khaganat s'effondre en 796 : sa partie occidentale située entre le Danube et l'Inn, appelée Avarie (en), devient une marche de l'empire carolingien, tandis que le reste est intégré dans le Premier empire bulgare.
Les Avars se sont progressivement convertis au christianisme et intégrés aux peuples parmi lesquels ils vivaient : les derniers Avars indépendants et tengristes sont vaincus en 805 et se réfugient dans les montagnes de Transylvanie, au milieu des Valaques et des Slavons ; les Sicules transylvains se considèrent comme leurs descendants, mais ils ont adopté la langue hongroise, avec quelques particularismes et archaïsmes. Ils ne sont plus mentionnés à partir des années 822 sauf par Constantin VII Porphyrogénète, qui écrit que l'on trouvait encore au Xe siècle en Croatie quelques-uns de leurs descendants, que l’on appelait encore Avars.